# Umeå BBK
Umeå BBK är en basketklubb, startad 2012 då KFUM Umeå lade ner sitt damlag "Umeå Comets". Debutsäsongen 2012/2013 slutade representationslaget, som spelar under namnet "Udominate Basket", på femte plats i Basketligan dam, och slog ut Telge Basket i kvartsfinalen innan man förlorade semifinalen mot Norrköping Dolphins. Samma säsong slog man även 1980-talets publikrekord. Laget spelar även i BWBL.
Säsongen 2013/2014 tog herrlaget klivet upp till Svenska basketligan. Säsongen 2014/2015 blir deras första säsong i Svenska Basketligan och Umeås första sedan Umeå Nordics spelade där säsongen 1998/1999.

### Fotnoter
1. ↑  ”Dolphins damer till final”. SVT Sport. 24 mars 2013. http://www.svt.se/nyheter/regionalt/ostnytt/dolphins-damer-till-final. Läst 20 februari 2015.
2. ↑  ”Om klubben”. Umeå BBK. Arkiverad från originalet den 13 december 2013. https://web.archive.org/web/20131213223727/http://udominatebasket.com/om-klubben.aspx. Läst 3 november 2013.
3. ↑  Peter Hegethorn (6 april 2014). ”Umeå till basketligan”. Folkbladet. Arkiverad från originalet den 21 februari 2015. https://web.archive.org/web/20150221022235/http://www.folkbladet.nu/800861/umea-till-basketligan. Läst 20 februari 2015.